# Declan Rice
Declan Rice (Londen, 14 januari 1999) is een Engels-Iers voetballer die doorgaans als verdedigende middenvelder of verdediger speelt. Hij verruilde West Ham United in juli 2023 voor Arsenal. Rice debuteerde in 2018 in het Iers voetbalelftal, maar werd een jaar later international van Engeland.

## Clubcarrière

### West Ham United
Rice speelde in de jeugdopleiding van Chelsea FC, maar verruilde die in juli 2014 voor die van West Ham United. Hier tekende hij in december 2015 op zestienjarige leeftijd zijn eerste profcontract. Aan het eind van het seizoen 2016/17 zat Rice al enkele malen op de reservebank van het eerste elftal. Hij debuteerde op 21 mei 2017 in het eerste elftal, op de laatste speeldag van het seizoen. Hij viel die dag in de blessuretijd in voor Edimilson Fernandes tijdens een met 1–2 gewonnen wedstrijd uit bij Burnley. Hij maakte in de tweede competitiewedstrijd van het daaropvolgende seizoen zijn debuut als basisspeler, tegen Southampton. Vier dagen later speelde hij voor de eerste keer een volledige wedstrijd, in een met 0–2 gewonnen League Cup-duel tegen Cheltenham Town. Tegen Manchester City op 3 december 2017 gebeurde dat voor het eerst in de Premier League. Rice groeide in de tweede seizoenshelft van 2017/18 uit tot basisspeler. Aan het eind van het seizoen eindigde hij als tweede bij de verkiezing van Hammer of the Year, achter Marko Arnautović.
Waar Rice gedurende het seizoen 2017/18 nog als centrale verdediger werd opgesteld, werd vanaf het seizoen 2018/19 defensieve middenvelder zijn voornaamste rol. In december 2018 ondertekende Rice een nieuw contract bij West Ham United. Dat liep tot medio 2024, met een optie voor nog een jaar. Hij maakte op 12 januari 2019 zijn eerste doelpunt in het profvoetbal. Het was het enige doelpunt in een Premier League-duel thuis tegen Arsenal. Aan het eind van het seizoen werd Rice genomineerd voor de PFA Young Player of the Year Award, uiteindelijk gewonnen door Raheem Sterling. Binnen West Ham United eindigde Rice voor een tweede achtereenvolgend jaar als tweede bij de verkiezing voor de Hammer of the Year, ditmaal achter Łukasz Fabiański. Rice won op dezelfde avond de prijzen Young Hammer of the Year, Players' Player of the Year en Best Individual Performance voor zijn wedstrijd tegen Arsenal in januari 2019. Rice droeg tijdens een met 1–2 verloren competitieduel tegen Leicester City in december 2019 voor het eerst de aanvoerdersband, bij afwezigheid van Mark Noble. Het Premier League-seizoen 2019/20 lag drie maanden stil in verband met de coronacrisis toen West Ham United nog in degradatiezorgen zat. Na de onderbreking wist West Ham United zich te handhaven, onder andere na een 3–2 zege op Chelsea, met Rice als aanvoerder, en een 3–1 overwinning tegen Watford. Rice maakte die wedstrijd zijn enige doelpunt van het seizoen. Rice miste in het competitieseizoen 2019/20 geen minuut en werd benoemd tot Hammer of the Year.
Rice droeg in het seizoen 2020/21 vaak de aanvoerdersband bij West Ham en was hop weg om opnieuw geen minuut van het competitieseizoen te missen, maar eind maart raakte hij voor anderhalf maand geblesseerd. West Ham United eindigde op de zesde plaats, de hoogste klassering van de club in de 21ste eeuw. Daardoor kon Rice op 16 september 2021 zijn Europese debuut maken, in een groepsduel in de Europa League tegen Dinamo Zagreb. In die wedstrijd boekte West Ham United een 0–2 zege en was Rice trefzeker. Mede dankzij een treffer van Rice in de kwartfinales tegen Olympique Lyonnais behaalde West Ham United ook de halve finales van de Europa League. Hierin was Eintracht Frankfurt te sterk. Rice eindigde seizoen 2021/22 met West Ham op de zevende plaats. Daardoor traden de club en hij in 2022/23 voor het eerst aan in de Conference League. Dat werd dat jaar het tweede Europese toernooi in de clubhistorie dat West Ham won, na de Europacup II in 1964/65. Na een kwalificatieronde en de poulefase versloegen Rice en zijn teamgenoten in de knock-outfase achtereenvolgens AEK Larnaca, KAA Gent, AZ en in de finale ten slotte Fiorentina. Rice speelde dat toernooi elf van de vijftien speelrondes en vanaf de kwartfinales alles. In de Premier League miste hij dat seizoen één wedstrijd.

### Arsenal
Rice verruilde West Ham United in juli 2023 voor Arsenal. Dat betaalde 117 miljoen euro voor hem, een bedrag dat door eventuele bonussen nog kon oplopen tot 126 miljoen euro. De overgang was daarmee in potentie de duurste binnen de Premier League ooit, 23 maanden nadat Jack Grealish voor 117,5 miljoen euro van Aston Villa naar Manchester City ging. Hij maakte op 6 augustus zijn debuut voor Arsenal in de Community Shield-finale tegen Manchester City. Rice speelde 81 minuten en zag Arsenal op penalty's winnen, nadat het na 90 minuten 1–1 stond. Op 3 september maakte hij in de topper tegen Manchester United in de 96'ste minuut bij een 1–1 stand zijn eerste doelpunt voor de club, waarna Arsenal uiteindelijk met 3–1 won, omdat Gabriel Martinelli in de elfde minuut van de extra tijd nog een derde doelpunt maakte. Zijn tweede doelpunt maakte hij op 21 oktober tegen rivaal Chelsea. Bij een 2–0 achterstand scoorde hij de aansluitingstreffer nadat keeper Robert Sánchez een lange bal zo in zijn voeten schoot. Omdat hij toen uit positie stond, kon hij niet voorkomen dat Rice van afstand in een leeg goal schoot. Het werd daarna nog 2–2.
Op 8 april 2025 schreef Rice geschiedenis in de kwartfinale van de UEFA Champions League tegen Real Madrid. Hij scoorde tweemaal uit een directe vrije trap en werd daarmee de eerste speler ooit die dat presteerde in een knock-outwedstrijd van het toernooi. Arsenal won met 3–0, en Rice werd bekroond tot Speler van de Week. Zijn vrije trappen werden breed uitgemeten in de media en benadrukten zijn groei als complete middenvelder sinds zijn komst naar Arsenal.

## Clubstatistieken
| Seizoen    | Club            | Competitie     | Competitie | Competitie | Beker | Beker | Internationaal | Internationaal | Totaal | Totaal |
| Seizoen    | Club            | Competitie     | Wed.       | Dlp.       | Wed.  | Dlp.  | Wed.           | Dlp.           | Wed.   | Dlp.   |
| ---------- | --------------- | -------------- | ---------- | ---------- | ----- | ----- | -------------- | -------------- | ------ | ------ |
| 2016/17    | West Ham United | Premier League | 1          | 0          | 0     | 0     | —              | —              | 1      | 0      |
| 2017/18    | West Ham United | Premier League | 26         | 0          | 5     | 0     | —              | —              | 31     | 0      |
| 2018/19    | West Ham United | Premier League | 34         | 2          | 4     | 0     | —              | —              | 38     | 2      |
| 2019/20    | West Ham United | Premier League | 38         | 1          | 2     | 0     | —              | —              | 40     | 1      |
| 2020/21    | West Ham United | Premier League | 32         | 2          | 3     | 0     | —              | —              | 35     | 2      |
| 2021/22    | West Ham United | Premier League | 36         | 1          | 4     | 1     | 10             | 3              | 50     | 5      |
| 2022/23    | West Ham United | Premier League | 37         | 4          | 2     | 0     | 11             | 1              | 50     | 5      |
| Clubtotaal | Clubtotaal      | Clubtotaal     | 204        | 10         | 20    | 1     | 21             | 4              | 245    | 15     |
| 2023/24    | Arsenal         | Premier League | 38         | 7          | 3     | 0     | 10             | 0              | 51     | 7      |
| Clubtotaal | Clubtotaal      | Clubtotaal     | 38         | 7          | 3     | 0     | 10             | 0              | 51     | 7      |
| Totaal     | Totaal          | Totaal         | 242        | 17         | 23    | 1     | 31             | 4              | 296    | 22     |

Bijgewerkt t/m 15 juli 2024.

## Interlandcarrière
Rice werd geboren in Engeland, maar heeft grootouders uit Ierland. Hij kwam uit voor zowel Ierland –17, Ierland –19 als Ierland –21. Rice debuteerde op 23 maart 2018 in het Iers voetbalelftal, tijdens een met 1–0 verloren oefeninterland in en tegen Turkije. Na drie interlands besloot hij in februari 2019 toch voor Engeland uit te willen komen. Dit kon binnen de regels, omdat hij voor Ierland tot op dat moment alleen oefenduels speelde.
| Interlands van Declan Rice voor Ierland | Interlands van Declan Rice voor Ierland | Interlands van Declan Rice voor Ierland | Interlands van Declan Rice voor Ierland | Interlands van Declan Rice voor Ierland | Interlands van Declan Rice voor Ierland |
| --------------------------------------- | --------------------------------------- | --------------------------------------- | --------------------------------------- | --------------------------------------- | --------------------------------------- |
| Bijgewerkt op 19 april 2022.            |                                         |                                         |                                         |                                         |                                         |
| No.                                     | Datum                                   | Wedstrijd                               | Uitslag                                 | Competitie                              | Goals                                   |
| 3                                       | Als speler bij West Ham United          | Als speler bij West Ham United          | Als speler bij West Ham United          | Als speler bij West Ham United          | 0                                       |
| 1.                                      | 23 maart 2018                           | Turkije – Ierland                       | 1 – 0                                   | Vriendschappelijk                       |                                         |
| 2.                                      | 28 mei 2018                             | Frankrijk – Ierland                     | 2 – 0                                   | Vriendschappelijk                       |                                         |
| 3.                                      | 2 juni 2018                             | Ierland – Verenigde Staten              | 2 – 1                                   | Vriendschappelijk                       |                                         |

Rice debuteerde op 22 maart 2019 als Engels international, tijdens een met 5–0 gewonnen kwalificatiewedstrijd voor het EK 2020 thuis tegen Tsjechië. In de 63ste minuut kwam hij binnen de lijnen voor Dele Alli. Drie dagen later stelde Gareth Southgate Rice voor het eerst op in het basiselftal, in de uitwedstrijd tegen Montenegro. In juni 2019 kwam Rice namens Engeland uit in de finaleronde van de Nations League. In de halve finales verloor Engeland in de verlenging van Nederland. In de wedstrijd om de derde plaats werd Zwitserland na strafschoppen verslagen, maar kwam Rice niet in actie. Op 18 november 2020 scoorde Rice voor het eerst namens Engeland; de openingstreffer bij een 4–0 zege op IJsland in de Nations League. Op 1 juni 2021 maakte Southgate bekend dat Rice was opgenomen in de Engelse selectie voor het EK 2020. Rice kwam in alle zeven wedstrijden op het eindtoernooi in actie. Engeland verloor de finale na een strafschoppenserie van Italië. Southgate nam Rice ook mee naar het WK 2022. Hierop speelde hij opnieuw alle wedstrijden van de Engelse ploeg, tot en met de kwartfinale deze keer. Rice werd op 6 juni 2024 door Southgate opgenomen in de Engelse selectie voor het EK 2024 in Duitsland. Engeland bereikte de finale, die het met 2–1 verloor van Spanje. Rice miste op het toernooi geen minuut aan speeltijd.
| Interlands van Declan Rice voor Engeland | Interlands van Declan Rice voor Engeland | Interlands van Declan Rice voor Engeland | Interlands van Declan Rice voor Engeland | Interlands van Declan Rice voor Engeland | Interlands van Declan Rice voor Engeland |
| ---------------------------------------- | ---------------------------------------- | ---------------------------------------- | ---------------------------------------- | ---------------------------------------- | ---------------------------------------- |
| Bijgewerkt op 19 april 2022.             |                                          |                                          |                                          |                                          |                                          |
| No.                                      | Datum                                    | Wedstrijd                                | Uitslag                                  | Competitie                               | Goals                                    |
| 29                                       | Als speler bij West Ham United           | Als speler bij West Ham United           | Als speler bij West Ham United           | Als speler bij West Ham United           | 2                                        |
| 1.                                       | 22 maart 2019                            | Engeland – Tsjechië                      | 5 – 0                                    | Kwalificatie EK 2020                     |                                          |
| 2.                                       | 25 maart 2019                            | Montenegro – Engeland                    | 1 – 5                                    | Kwalificatie EK 2020                     |                                          |
| 3.                                       | 6 juni 2019                              | Nederland – Engeland                     | 3 – 1 n.v.                               | Nations League 2018/19                   |                                          |
| 4.                                       | 7 september 2019                         | Engeland – Bulgarije                     | 4 – 0                                    | Kwalificatie EK 2020                     |                                          |
| 5.                                       | 10 september 2019                        | Engeland – Kosovo                        | 5 – 3                                    | Kwalificatie EK 2020                     |                                          |
| 6.                                       | 11 oktober 2019                          | Tsjechië – Engeland                      | 2 – 1                                    | Kwalificatie EK 2020                     |                                          |
| 7.                                       | 17 november 2019                         | Kosovo – Engeland                        | 0 – 4                                    | Kwalificatie EK 2020                     |                                          |
| 8.                                       | 5 september 2020                         | IJsland – Engeland                       | 0 – 1                                    | Nations League 2020/21                   |                                          |
| 9.                                       | 8 september 2020                         | Denemarken – Engeland                    | 0 – 0                                    | Nations League 2020/21                   |                                          |
| 10.                                      | 11 oktober 2020                          | Engeland – België                        | 2 – 1                                    | Nations League 2020/21                   |                                          |
| 11.                                      | 14 oktober 2020                          | Engeland – Denemarken                    | 0 – 1                                    | Nations League 2020/21                   |                                          |
| 12.                                      | 15 november 2020                         | België – Engeland                        | 2 – 0                                    | Nations League 2020/21                   |                                          |
| 13.                                      | 18 november 2020                         | Engeland – IJsland                       | 4 – 0                                    | Nations League 2020/21                   | 20'                                      |
| 14.                                      | 28 maart 2021                            | Albanië – Engeland                       | 0 – 2                                    | Kwalificatie WK 2022                     |                                          |
| 15.                                      | 31 maart 2021                            | Engeland – Polen                         | 2 – 1                                    | Kwalificatie WK 2022                     |                                          |
| 16.                                      | 2 juni 2021                              | Engeland – Oostenrijk                    | 1 – 0                                    | Vriendschappelijk                        |                                          |
| 17.                                      | 6 juni 2021                              | Engeland – Roemenië                      | 1 – 0                                    | Vriendschappelijk                        |                                          |
| 18.                                      | 13 juni 2021                             | Engeland – Kroatië                       | 1 – 0                                    | EK 2020                                  |                                          |
| 19.                                      | 18 juni 2021                             | Engeland – Schotland                     | 0 – 0                                    | EK 2020                                  |                                          |
| 20.                                      | 22 juni 2021                             | Tsjechië – Engeland                      | 0 – 1                                    | EK 2020                                  |                                          |
| 21.                                      | 29 juni 2021                             | Engeland – Duitsland                     | 2 – 0                                    | EK 2020                                  |                                          |
| 22.                                      | 3 juli 2021                              | Oekraïne – Engeland                      | 0 – 4                                    | EK 2020                                  |                                          |
| 23.                                      | 7 juli 2021                              | Engeland – Denemarken                    | 2 – 1 n.v.                               | EK 2020                                  |                                          |
| 24.                                      | 11 juli 2021                             | Italië – Engeland                        | 1 – 1 n.v. (3 – 2 n.s.)                  | EK 2020                                  |                                          |
| 25.                                      | 2 september 2021                         | Hongarije – Engeland                     | 0 – 4                                    | Kwalificatie WK 2022                     | 87'                                      |
| 26.                                      | 8 september 2021                         | Polen – Engeland                         | 1 – 1                                    | Kwalificatie WK 2022                     |                                          |
| 27.                                      | 12 oktober 2021                          | Engeland – Hongarije                     | 1 – 1                                    | Kwalificatie WK 2022                     |                                          |
| 28.                                      | 26 maart 2022                            | Engeland – Zwitserland                   | 2 – 1                                    | Vriendschappelijk                        |                                          |
| 29.                                      | 29 maart 2022                            | Engeland – Ivoorkust                     | 3 – 0                                    | Vriendschappelijk                        |                                          |

## Erelijst
| Competitie                    |                 |                 |                 |                 |
| Competitie                    | Aantal          | Jaren           |                 |                 |
| West Ham United               | West Ham United | West Ham United | West Ham United | West Ham United |
| ----------------------------- | --------------- | --------------- | --------------- | --------------- |
| UEFA Europa Conference League | 1×              | 2022/23         |                 |                 |
| Arsenal                       |                 |                 |                 |                 |
| FA Community Shield           | 1×              | 2023            |                 |                 |